# Guettarda pohliana
Guettarda pohliana är en måreväxtart som beskrevs av Johannes Müller Argoviensis. Guettarda pohliana ingår i släktet Guettarda och familjen måreväxter. Inga underarter finns listade i Catalogue of Life.